# Michaił Władimirski

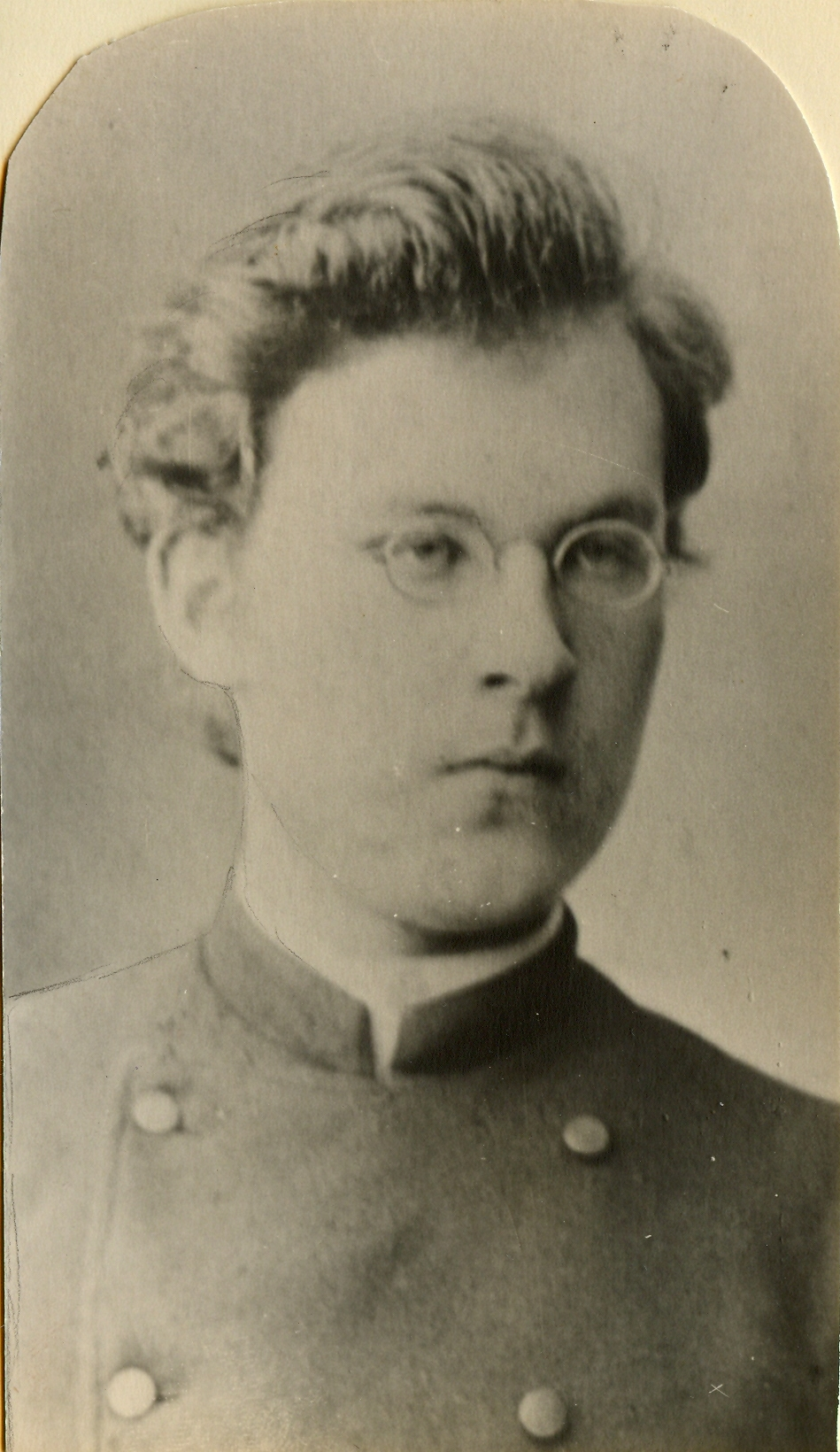
Michaił Władimirski w młodości

Michaił Fiodorowicz Władimirski (ros. Михаил Фёдорович Владимирский, ur. 4 marca (lub 20 maja) 1874 w Arzamasie, zm. 2 kwietnia 1951 w Moskwie) – państwowy i partyjny działacz sowiecki. W latach 1927–1951 przewodniczący Centralnej Komisji Rewizyjnej (CKR). Od 16 marca 1919 (po śmierci Swierdłowa, aż do wyboru Kalinina) do 30 marca 1919 zajmował stanowisko pełniącego obowiązki Przewodniczącego Wszechrosyjskiego Centralnego Komitetu Wykonawczego (WCIK) RFSRR, czyli nominalnej głowy państwa. Odznaczony dwoma Orderami Lenina.

## Życiorys
Studiował w Tomsku i Moskwie, od 1985 związany z ruchem socjaldemokratycznym, 1899 wyemigrował do Niemiec, gdzie studiował w Heidelbergu i Berlinie. Po powrocie do Rosji w 1906 aresztowany i oddany pod nadzór policji, wyemigrował do Francji, skąd wrócił w lipcu 1917 i został członkiem biura wykonawczego moskiewskiego komitetu SDPRR(b), a 19 listopada 1917 członkiem prezydium rady moskiewskiej.

### Wykształcenie
- 1903 – ukończył studia na wydziale medycyny Uniwersytetu Berlińskiego

### Najważniejsze funkcje partyjne i państwowe
- 8 marca 1918 - 18 marca 1919 - członek KC RKP(b)
- 8 kwietnia 1919 - 22 maja 1922 - zastępca ludowego komisarza spraw wewnętrznych Rosyjskiej FSRR
- 31 grudnia 1920 - 29 grudnia 1921 - członek Prezydium WCIK
- 1922-1924 - zastępca przewodniczącego Rady Komisarzy Ludowych Ukraińskiej SRR
- 1926–1927 – zastępca przewodniczącego Państwowego Komitetu Planowania (Gospłanu) ZSRR
- 26 stycznia 1930 - 15 lutego 1934 – ludowy komisarz ochrony zdrowia Rosyjskiej FSRR

### Przebieg kariery partyjnej i społecznej
- Od 1895 członek partii
- Od 1950 deputowany Rady Najwyższej ZSRR

### Śmierć
Po śmierci w 1951 roku jego ciało zostało skremowane, a prochy umieszczone w urnie, a następnie w Kremlowskim murze na Placu Czerwonym w Moskwie.

## Upamiętnienie
Jego imieniem nazwano Moskiewski Regionalny Kliniczny Instytut Naukowo-Badawczy.